# Lorène Bazolo
Lorène Dorcas Bazolo (Brazzaville, 4 maggio 1983) è una velocista congolese (Repubblica del Congo) naturalizzata portoghese.
Il 27 luglio 2012 è stata portabandiera per la Repubblica del Congo durante la cerimonia di apertura dei Giochi della XXX Olimpiade a Londra.

## Progressione

### 100 metri piani
| Stagione | Tempo | Luogo       | Data      | Rank. Mond. |
| -------- | ----- | ----------- | --------- | ----------- |
| 2012     | 11"72 | Brazzaville | 10-6-2012 |             |
| 2010     | 12"01 | Nairobi     | 28-7-2010 |             |
| 2008     | 12"38 | Brazzaville | 1-6-2008  |             |

### 200 metri piani
| Stagione | Tempo | Luogo       | Data      | Rank. Mond. |
| -------- | ----- | ----------- | --------- | ----------- |
| 2012     | 23"95 | Brazzaville | 10-6-2012 |             |
| 2010     | 24"61 | Nairobi     | 31-7-2010 |             |
| 2008     | 25"05 | Brazzaville | 1-6-2008  |             |

## Palmarès
| Anno                                   | Manifestazione          | Sede           | Evento      | Risultato   | Prestazione | Note                                     |
| -------------------------------------- | ----------------------- | -------------- | ----------- | ----------- | ----------- | ---------------------------------------- |
| In rappresentanza della Rep. del Congo |                         |                |             |             |             |                                          |
| 2008                                   | Campionati africani     | Addis Abeba    | 100 m piani | Batteria    | 12"58       |                                          |
| 2008                                   | Campionati africani     | Addis Abeba    | 200 m piani | Semifinale  | 25"23       |                                          |
| 2009                                   | Universiadi             | Belgrado       | 100 m piani | Batteria    | 12"23       |                                          |
| 2009                                   | Universiadi             | Belgrado       | 200 m piani | Semifinale  | 25"24       |                                          |
| 2010                                   | Campionati africani     | Nairobi        | 100 m piani | Semifinale  | 12"08       | [ 1 ]                                    |
| 2010                                   | Campionati africani     | Nairobi        | 200 m piani | Semifinale  | 24"61       |                                          |
| 2011                                   | Universiadi             | Shenzhen       | 100 m piani | Semifinale  | 12"05       | [ 2 ]                                    |
| 2011                                   | Universiadi             | Shenzhen       | 200 m piani | Batteria    | 24"47       |                                          |
| 2011                                   | Giochi panafricani      | Maputo         | 100 m piani | Batteria    | 12"50       |                                          |
| 2011                                   | Giochi panafricani      | Maputo         | 200 m piani | Semifinale  | 24"31       |                                          |
| 2012                                   | Campionati africani     | Porto-Novo     | 100 m piani | 7ª          | 11"86       |                                          |
| 2012                                   | Campionati africani     | Porto-Novo     | 200 m piani | Semifinale  | 24"36       |                                          |
| 2012                                   | Giochi olimpici         | Londra         | 100 m piani | Batteria    | 11"90       |                                          |
| In rappresentanza del Portogallo       |                         |                |             |             |             |                                          |
| 2016                                   | Europei                 | Amsterdam      | 100 m piani | Semifinale  | 11"57       |                                          |
| 2016                                   | Giochi olimpici         | Rio de Janeiro | 200 m piani | Batteria    | 23"01       | Record nazionale                         |
| 2017                                   | Europei indoor          | Belgrado       | 60 m piani  | Semifinale  | 7"51        |                                          |
| 2017                                   | Mondiali                | Londra         | 200 m piani | Batteria    | 23"85       |                                          |
| 2018                                   | Mondiali indoor         | Birmingham     | 60 m piani  | Batteria    | 7"39        |                                          |
| 2018                                   | Europei                 | Berlino        | 100 m piani | Semifinale  | 11"46       |                                          |
| 2018                                   | Europei                 | Berlino        | 200 m piani | Semifinale  | 23"42       |                                          |
| 2019                                   | Europei indoor          | Glasgow        | 60 m piani  | Semifinale  | 7"35        |                                          |
| 2019                                   | Mondiali                | Doha           | 100 m piani | Batteria    | 11"51       |                                          |
| 2021                                   | Europei indoor          | Toruń          | 60 m piani  | Batteria    | 7"40        |                                          |
| 2022                                   | Mondiali indoor         | Belgrado       | 60 m piani  | Semifinale  | 7"24        |                                          |
| 2022                                   | Giochi del Mediterraneo | Orano          | 100 m piani | Argento     | 11"36       |                                          |
| 2022                                   | Giochi del Mediterraneo | Orano          | 200 m piani | Bronzo      | 23"20       |                                          |
| 2022                                   | Mondiali                | Eugene         | 100 m piani | Batteria    | 11"44       |                                          |
| 2022                                   | Mondiali                | Eugene         | 200 m piani | Batteria    | 23"41       |                                          |
| 2022                                   | Europei                 | Monaco         | 100 m piani | Semifinale  | 11"42       |                                          |
| 2022                                   | Europei                 | Monaco         | 200 m piani | Semifinale  | 23"43       |                                          |
| 2023                                   | Europei indoor          | Istanbul       | 60 m piani  | Semifinale  | 7"34        |                                          |
| 2023                                   | Mondiali                | Budapest       | 100 m piani | Batteria    | 11"29       |                                          |
| 2023                                   | Mondiali                | Budapest       | 200 m piani | Batteria    | 23"13       |                                          |
| 2024                                   | Mondiali indoor         | Glasgow        | 60 m piani  | Batteria    | 7"33        |                                          |
| 2024                                   | Europei                 | Roma           | 100 m piani | Semifinale  | 11"32       |                                          |
| 2024                                   | Europei                 | Roma           | 200 m piani | Semifinale  | 23"39       |                                          |
| 2024                                   | Europei                 | Roma           | 4x100 m     | Batteria    | 43"85       | Record nazionale                         |
| 2024                                   | Giochi olimpici         | Parigi         | 100 m piani | Batteria    | 11"38       |                                          |
| 2024                                   | Giochi olimpici         | Parigi         | 200 m piani | Ripescaggio | 23"08       | Miglior prestazione personale stagionale |
| 2025                                   | Europei indoor          | Apeldoorn      | 60 m piani  | Semifinale  | 7"21        |                                          |
| 2025                                   | World Relays            | Guangzhou      | 4×100 m     | Batteria    | 44"18       |                                          |

## Campionati nazionali
2014
- Argento ai campionati portoghesi, 100 m piani - 11"79

2015
- Oro ai campionati portoghesi, 100 m piani - 11"67

2016
- Oro ai campionati portoghesi, 100 m piani - 11"40
- Oro ai campionati portoghesi indoor, 60 m piani - 7"42

2017
- Oro ai campionati portoghesi, 200 m piani - 23"35
- Oro ai campionati portoghesi, 100 m piani - 11"16
- Oro ai campionati portoghesi indoor, 60 m piani - 7"35

2018
- Oro ai campionati portoghesi, 100 m piani - 11"51
- Oro ai campionati portoghesi indoor, 60 m piani - 7"29
- Oro ai campionati portoghesi indoor, 200 m piani - 24"15

2019
- Oro ai campionati portoghesi indoor, 60 m piani - 7"33

2020
- Oro ai campionati portoghesi, 200 m piani - 23"62
- Oro ai campionati portoghesi, 100 m piani - 11"52
- Oro ai campionati portoghesi indoor, 60 m piani - 7"35

2021
- Oro ai campionati portoghesi, 200 m piani - 23"53
- Oro ai campionati portoghesi, 100 m piani - 11"44
- Oro ai campionati portoghesi indoor, 60 m piani - 7"44

2022
- Oro ai campionati portoghesi, 100 m piani - 11"36
- Oro ai campionati portoghesi indoor, 60 m piani - 7"31